# Marmota argentada
La marmota argentada (Marmota caligata) és una espècie de rosegador de la família dels esciúrids. Viu al Canadà i els Estats Units. S'alimenta d'herba i plantes herbàcies. El seu hàbitat natural són els prats alpins sense arbres on hi ha afloraments rocosos i rossegueres. Es creu que no hi ha cap amenaça per a la supervivència d'aquesta espècie.